# اکودها
اکودها (به لاتین: Akodéha) یک منطقهٔ مسکونی در بنین است که در استان مونو واقع شده‌است.

## خصوصیات
اکودها ۹٬۸۱۴ نفر جمعیت دارد.